# Críticas a la teoría del valor-trabajo
Las críticas a la teoría del valor-trabajo afectan al concepto histórico de la teoría del valor-trabajo (TVT), que abarca la economía clásica, la economía liberal, la economía marxista, la economía neomarxista y la economía anarquista. 
Como teoría del valor económico, la TVT se atribuye ampliamente a Karl Marx y a la economía marxista a pesar de que el propio Marx señaló las contradicciones de la teoría, porque Marx extrajo ideas de la TVT y las relacionó con los conceptos de explotación laboral y plusvalía; la teoría en sí fue desarrollada por Adam Smith y David Ricardo. Por lo tanto, las críticas de la TVT aparecen a menudo en el contexto de la crítica económica, no sólo para la teoría microeconómica de Marx sino también para el marxismo, según el cual la clase obrera es explotada bajo el capitalismo, mientras que se pone poca o ninguna atención en los responsables del desarrollo de la teoría.

## Teoría microeconómica
Los seguidores de la economía neoclásica, la escuela económica hegemónica en la actualidad utiliza la teoría del marginalismo, la cual sostiene que el valor de cualquier bien o servicio se determina por su utilidad marginal, es decir, la utilidad de la última unidad de bien consumida medida según su precio en la satisfacción de un deseo específico de un consumidor. Mientras que Marx enfatizó la maximización del beneficio, los economistas neoclásicos ven en la maximización de la utilidad a un nivel individual o social la fuerza motriz de la economía. La teoría de la utilidad sin embargo, por su subjetividad es imposible comprobar, a diferencia de la teoría objetiva del valor trabajo que se objetiva en horas, pudiéndose cuantificar. 
Los defensores de la teoría del valor-trabajo replicarían cómo el capitalismo solamente reconoce la demanda respaldada por el dinero, (el precio de un bien no sólo se mide por su utilidad sino también por la cantidad de dinero que tienen los consumidores). Eso depende del conjunto de relaciones de distribución preexistentes. Dichas relaciones de distribución se apoyan a su vez sobre un conjunto de relaciones de producción que determinan cómo obtienen dinero los consumidores, cómo obtienen beneficios los capitalistas, los obreros salarios, lo terratenientes rentas, y así sucesivamente. En consecuencia, el precio de un bien depende no solamente de su utilidad, sino de la cantidad de dinero que los diferentes consumidores poseen, de ahí sus diferentes demandas efectivas. Sin embargo, no está claro en absoluto si esto difiere de un efecto riqueza sobre la demanda derivado de un problema de maximización de la utilidad individual.
En microeconomía, la maximización de la utilidad se produce teniendo presentes ciertas restricciones presupuestarias, que son las debidas a la cantidad disponible de factores de producción, por ejemplo, el trabajo (así con Marx la maximización del beneficio se produce bajo la restricción de las técnicas de producción disponibles y la tasa salarial). De hecho, la última restricción es el tiempo. Los hogares dividen su tiempo (24 horas) en ocio y trabajo. El tiempo de trabajo se dedica a ganar dinero para comprar bienes de consumo. El hogar elige la cantidad de tiempo libre (a través de las horas de trabajo) y la cantidad de bienes de consumo que maximizan su función de utilidad. Con Marx, el tiempo de trabajo no se basa en una decisión libre de los hogares, sino del producto de la lucha de clases entre trabajadores y capitalistas; los primeros tratan de reducir las horas de trabajo y los segundo de incrementarlas.
Más aún, todo lo anterior no considera los efectos del proceso de acumulación. De acuerdo con Marx, hay una tendencia por la que se igualan las tasas de beneficio en el proceso de acumulación, lo que conduce a los precios de producción. Si el precio de un bien está por encima de su precio de producción, entonces los capitalistas de ese sector obtiene un beneficio extraordinario (la tasa de beneficio supera a la tasa de beneficio medio de la economía en su conjunto). Como resultado, se atrae capital al sector, la producción aumenta y los precios caen hasta que el beneficio extraordinario desaparece. Los precios de producción resultantes se basan en horas de trabajo a través de la transformación del valor del trabajo en precios.
Según el marginalismo, el valor es subjetivo (ya que las mismas horas de ocio y bienes de consumo tienen distintas utilidades marginales para diferentes consumidores, o incluso para el mismo consumidor en circunstancias diferentes) y por lo tanto no se puede determinar midiendo cuánto trabajo llevó la producción de una unidad de un bien. En el óptimo de Pareto, por otra parte, las relaciones de intercambio entre bienes no sólo están determinadas por sus utilidades marginales, sino también por las productividades marginales de los factores de producción disponibles.
Eso significa que, en el marginalismo, los bienes se intercambian a la cantidad marginal de trabajo necesario para producirlos. En este sentido, se puede hablar de una teoría del valor marginal de los inputs de trabajo. Sin embargo, esto se aplica a todos los factores de producción y a la utilidad marginal. El trabajo no es nada especial. Que estas teorías del valor se pueden mantener al mismo tiempo es posible gracias al análisis marginalista. El óptimo de Pareto se define como una situación en la que se maximiza la utilidad y al mismo tiempo todos los factores de producción se emplean de la manera más eficiente, conduciendo a una situación en donde todos los bienes se intercambian según sus utilidades marginales y las cantidades marginales de los factores productivos necesarios para producirlos.
En otras palabras, si se corrobora empíricamente, el intercambio de bienes se lleva a cabo de acuerdo con la cantidad marginal de inputs de trabajo necesarios, lo cual confirmaría la teoría marginalista. Eso contradiría la teoría marxista, ya que según Marx los cocientes de intercambios están determinados por los precios de producción, que son diferentes de las cantidades de trabajo necesarias, es decir de su valor-trabajo. De forma implícita, Marx niega que el capitalismo sea un óptimo paretiano.

## Crítica austriaca

### Carl Menger

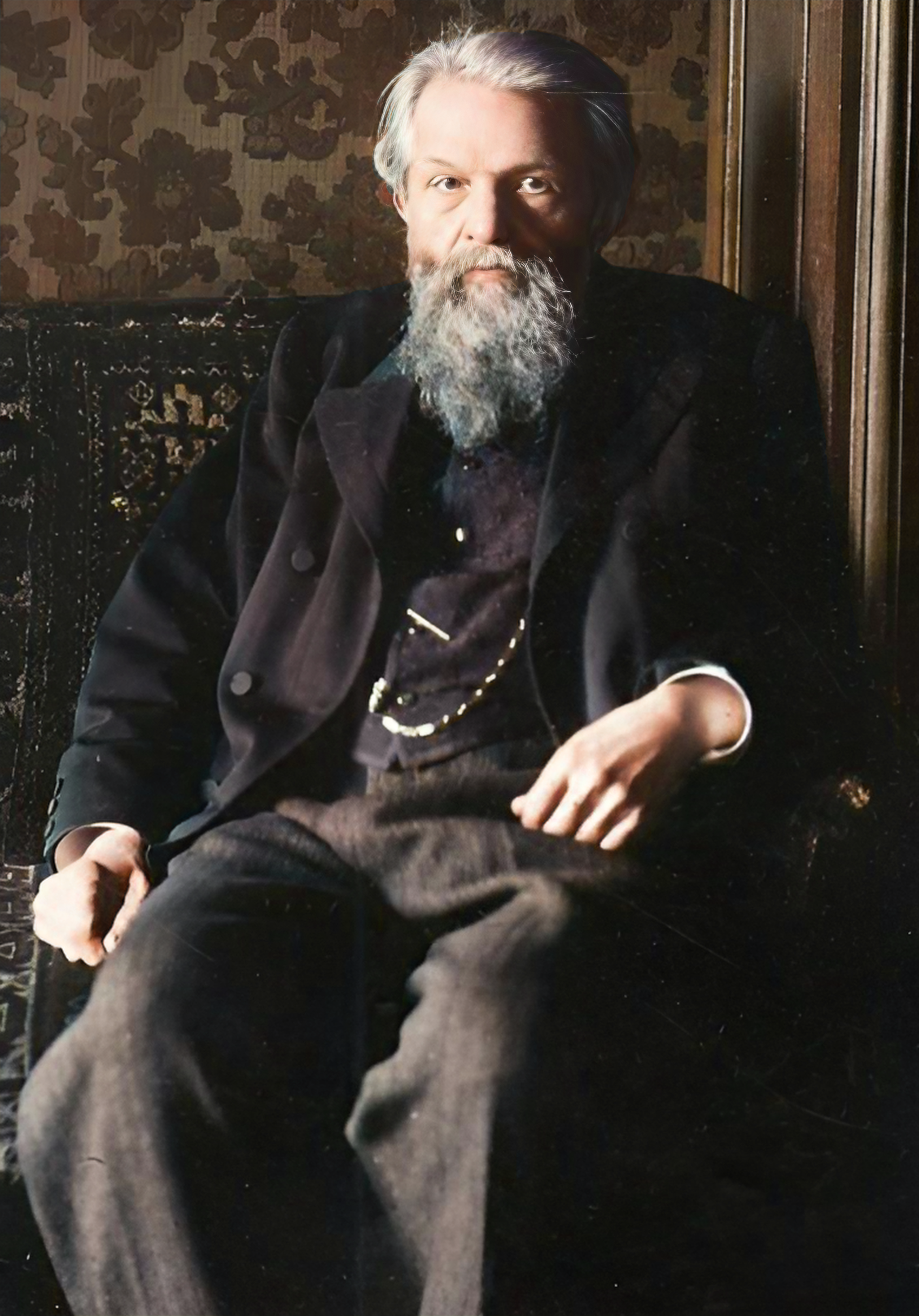
Carl Menger.

Los opositores de la economía marxista sostienen que la teoría laboral del valor no prueba que mercancías puedan diferir del precio medio de producción. En 1871 [Pág 146. Capítulo III apartado D][¿dónde?] el economista austriaco Carl Menger escribió:

No existe una conexión necesaria y directa entre el valor de un bien y si, o en qué cantidades, el trabajo y otros bienes de orden superior se aplicaron a su producción. Un bien no económico (una cantidad de madera en un bosque virgen, por ejemplo) no alcanza valor para los hombres ya que no se aplicaron grandes cantidades de trabajo u otros bienes económicos a su producción. El hecho de que un diamante se haya encontrado accidentalmente o se haya obtenido de un pozo de diamantes con el empleo de mil días de trabajo es completamente irrelevante para su valor. En general, nadie en la vida práctica pregunta por la historia del origen de un bien para estimar su valor, sino que considera únicamente los servicios que el bien le prestará y a los que tendría que renunciar si no lo tuviera a su disposición. ... Las cantidades de trabajo o de otros medios de producción aplicadas a su producción no pueden, por tanto, ser el factor determinante en el valor de un bien. La comparación del valor de un bien con el valor de los medios de producción empleados en su producción muestra, por supuesto, si y en qué medida su producción, un acto de la actividad humana pasada, fue apropiada o económica. Pero las cantidades de bienes empleadas en la producción de un bien no tienen una influencia necesaria ni directamente determinante sobre su valor.[cita requerida]

Siguiendo la tradición de Menger, recientemente se ha presentado una crítica a la demostración lógica de Marx en El Capital. Según esta crítica, ni se logra probar la existencia de la sustancia del valor ni su unicidad incurriendo en errores lógicos fatales. Además, se aplica la teoría de Menger al caso de una sociedad mercantil simple para mostrar las lagunas de la teoría marxista frente a la teoría basada en las ideas del economista vienés.
Este trabajo fue criticado por el conocido economista marxista Rolando Astarita. Sin embargo, esta crítica fue replicada.

### Eugen Böhm-Bawerk

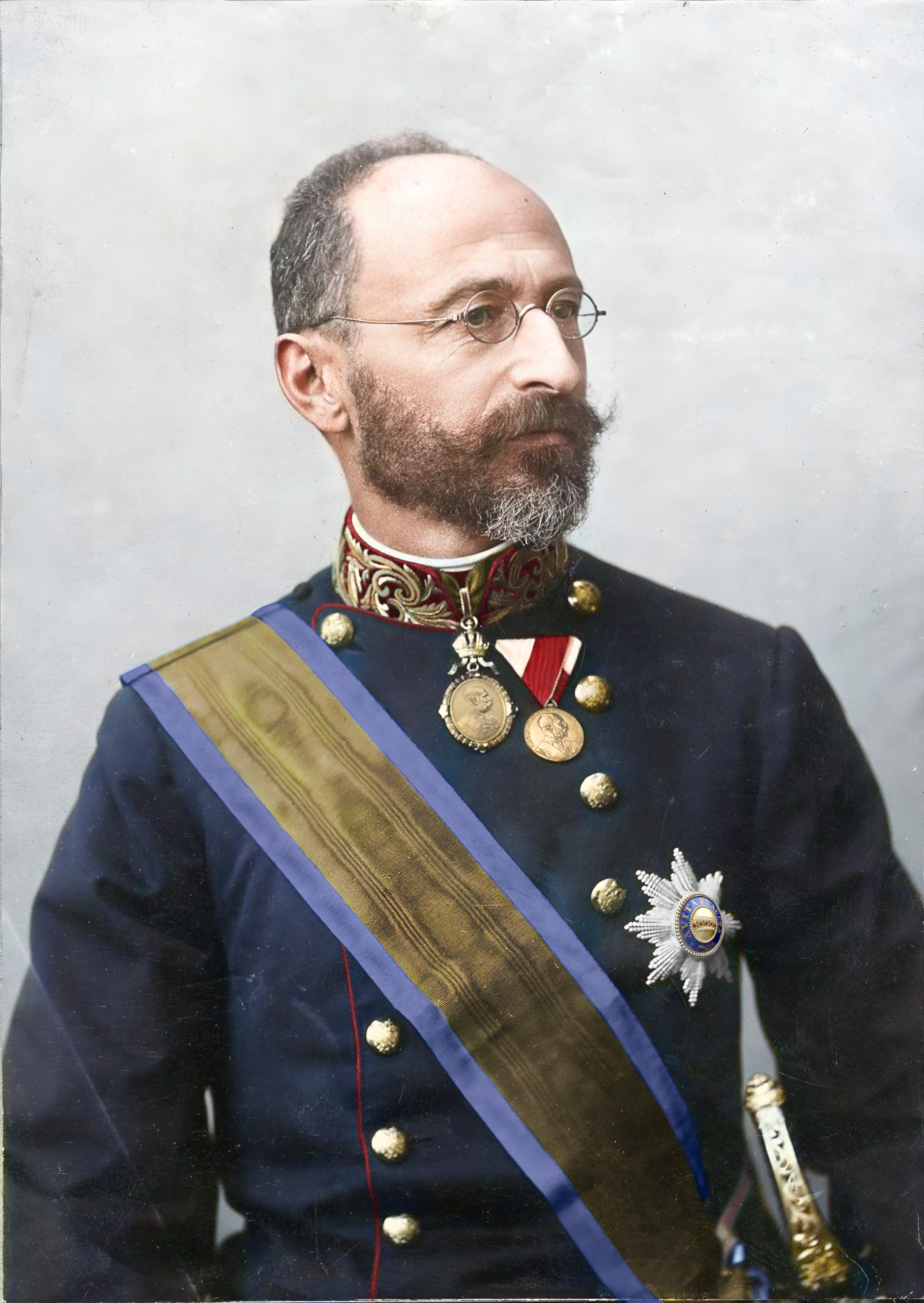
Eugen von Böhm-Bawerk.

El economista austriaco Eugen von Böhm-Bawerk argumentó en contra tanto de la teoría del precio trabajo de Adam Smith como de la teoría de la explotación de Marx. Sobre lo primero, sostenía que el rendimiento del capital surge de la naturaleza indirecta de la producción, que implica necesariamente el paso del tiempo. Una escalera de acero, por ejemplo, se produce y se comercializa solo si la demanda apoya la excavación de mineral de hierro, la fundición de acero, las máquinas que presionan ese acero en forma de escalera, las máquinas que fabrican y ayudan a mantener esas máquinas, etc.
Los procesos indirectos, sostenía Böhm-Bawerk, conducen a un precio que paga más que el valor del trabajo, y esto hace innecesario postular la explotación para entender el retorno del capital.
Por el contrario, Marx argumentó en El capital que no es la demanda la que crea, sino el trabajo el que preserva el valor de las mercancías obtenidas antes del proceso real de producción, en este caso, el hierro, el acero y las máquinas necesarias para fabricar la escalera:

El obrero es incapaz de añadir nuevo trabajo, de crear nuevo valor, sin conservar al mismo tiempo los valores antiguos, porque el trabajo que añade debe ser de un tipo útil específico, y no puede hacer un trabajo útil sin emplear los productos como medios de producción de un nuevo producto y, por lo tanto, transferir su valor al nuevo producto. Es un don de la naturaleza que no cuesta nada al trabajador, pero que es muy ventajoso para el capitalista, ya que conserva el valor existente de su capital.

Por lo tanto, los defensores de la TVT argumentan que, sin la necesaria adición de fuerza de trabajo humana, el mineral, el acero y las máquinas no crearían ningún valor nuevo por sí mismos, sino que de hecho depreciarían gradualmente el valor que poseían originalmente a través de los estragos del tiempo y el abandono. Una vez que estos materiales se activan en el proceso de trabajo, sus valores simplemente se transfieren de un producto a otro sin aumento. Afirman que no son los materiales, sino el tiempo de trabajo presente en una mercancía lo que representa su margen de beneficio en valor a lo largo de su producción.
La teoría positiva del interés de Böhm-Bawerk también argumentaba que los trabajadores intercambian su parte del precio final por los salarios más seguros pagados por el empresario. Los empresarios, afirmó, han renunciado a un trabajo asalariado más seguro para asumir el papel de empresarios. En otras palabras, afirmaba que las ganancias compensaban al empresario por la disposición a asumir riesgos y a esperar para recibir ingresos.
Sin embargo, el argumento esencial de Böhm-Bawerk de que los empleadores son compensados por asumir algún riesgo al pagar a sus empleados por adelantado parece incapaz de explicar cómo se pueden acumular beneficios en los casos en que los trabajadores dependen de comisiones, propinas, etc., para sus ingresos, que sólo se reciben después de vender sus servicios. Sin embargo, Böhm-Bawerk proporciona tal explicación. En el contexto de un camarero que gana propinas, el camarero en sí mismo no es un asalariado. El dueño del restaurante no obtiene ganancias de las propinas ganadas por el camarero. El camarero es esencialmente un empresario, que asume el riesgo de que los clientes le compensen suficientemente por el trabajo que proporciona, mientras que los clientes no tienen ninguna obligación legal de hacerlo. El camarero está haciendo una inversión de servicios en previsión del retorno futuro de los clientes. El camarero es compensado por una cantidad agregada de ganancias de propinas que excede el valor de la mano de obra proporcionada a los clientes, incluyendo así un retorno de la inversión del camarero. Si las propinas no fueran suficientes para proporcionar este retorno de la inversión, entonces el camarero buscaría racionalmente otro empleo, como un trabajo asalariado con una compensación similar que no incluya el elemento de riesgo o un trabajo empresarial con un riesgo similar que proporcione un mejor rendimiento.
Con respecto a otras situaciones en las que el empleador-empresario recibe una ganancia después de que se ha prestado el trabajo (por ejemplo, un vendedor que trabaja a comisión), el empleador-empresario puede asumir riesgos distintos a pagar un salario al vendedor, que incluyen: proporcionar a un vendedor una oficina, teléfono celular y/o computadora; el pago de la formación sobre productos y los materiales de marketing; pagar los gastos de viaje y alojamiento; Producir inventario en función de las ventas futuras que pueden o no ser realizadas por el vendedor. Todo ello comprende un potencial de pérdida que da cuenta del rendimiento de la inversión realizado por el empresario-empresario.
Nikolái Bujarin argumentó que los "rodeos de producción" de Böhm-Bawerk era insostenible en el contexto de la producción continua y simultánea de una economía moderna.

## Individualismo metodológico
La escuela austriaca, dirigida por Eugen von Böhm-Bawerk, argumenta en contra de toda la tradición del TVT y prefiere el individualismo metodológico. Para Bohm Bawerk, el método seguido por Marx no es objetivo y real, sino apriorístico. Marx, según Böhm-Bawerk, asumía del antiguo Aristóteles la idea de que el «intercambio no puede existir sin igualdad, y que la igualdad no puede existir sin conmensurabilidad». Como Martín Krause critica:
"La igualdad en intercambio es una idea completamente falsa. [...] Si la igualdad y el equilibrio exacto no producen ningún cambio es probable que se altere el equilibrio. Por lo tanto, en el caso del intercambio, al efectuarse un cambio de dueño en una mercancía, se produciría alguna desigualdad o preponderancia causada por variación".
Ludwig von Mises excluye de la economía "toda cuestión de tipo filosófico tendente a definir los fines" y "especulaciones sobre una teoría del valor". Lo único necesario "es un sistema de ecuaciones que generalice las relaciones existentes en la realidad entre los medios escasos y determinados fines en las diversas situaciones". La economía neoclásica también sigue este ejemplo —Jevons, Menger y Walras— desde la década de 1870 y descarta el TVT en favor de la teoría del equilibrio general, que determina los precios en función de la interacción de preferencias, tecnología y dotaciones a través de la oferta y la demanda.
Nikolái Bujarin criticó el método austríaco subjetivo e individualista frente al método marxista, que es social y objetivo, expresando la conexión entre las fuerzas productivas y los precios de las mercancías. Para Bujarin el método austríaco es idealista y abstracto, pues asume como natural los postulados que intentan demostrar partiendo de individuos ajenos a la sociedad y modo de producción en el que viven.
El economista John Roemer empleó la economía neoclásica para defender los conceptos marxistas de explotación y clase. En su Teoría general de la explotación y de las clases (1982) Roemer usó la elección racional y la teoría de juegos para demostrar cómo la explotación y las relaciones de clase pueden presentarse en el desarrollo de un mercado laboral. Roemer rechazó la idea de que la Teoría del valor-trabajo era necesaria para explicar la explotación y las clases.

## Sustancia del valor

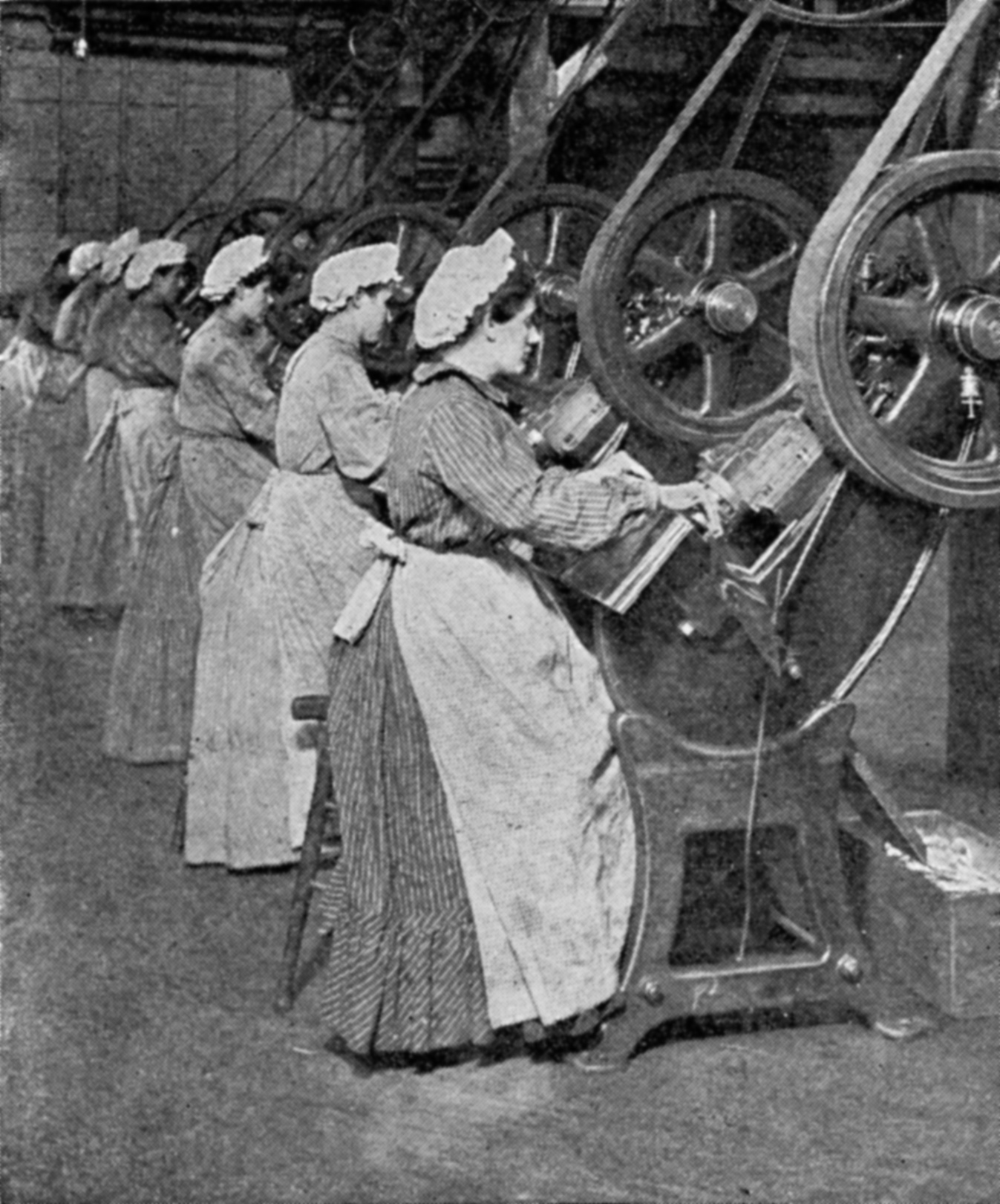
Críticos de la TVT señalan otras propiedades comunes que poseen las mercancías además del trabajo, como ser "productos de la naturaleza" o la "utilidad abstracta".

Para Marx define la propiedad de ser producto del trabajo humano como lo único que está presente en todas las mercancías, pero puede que haya más propiedades en común. Si este valor puede ser definido arbitrariamente, entonces carece de validez científica y se vuelve un concepto ética.
El economista austriaco Eugen von Böhm-Bawerk se debería buscar este factor común "en cada especie de bienes que se intercambien, no sólo en productos del trabajo". Por ejemplo, otro factor que Böhm-Bawerk considera es ser "productos de la naturaleza" o la "utilidad abstracta". Diego Guerrero defiende que, como ya Marx explicó en El capital, que entre todos las cualidades en común de las mercancías, como valores de uso, solo es el trabajo incorporado la propiedad que puede ser cuantificable como valor de cambio. El economista sueco Gustav Cassel rechazó toda discusión sobre el valor y en su lugar prefirió una teoría empírica de los precios, donde "la moneda" es el "denominador común de todos los juicios de valor". Juan Ramón Rallo sugiere a la utilidad marginal como factor determinante, además de ser buena aproximación a los precios.
Cassel rechazó directamente que dos mercancías de igual valor deban tener una sustancia en común. "Si dos objetos son de la misma longitud, ¿por qué deberían tener alguna otra propiedad en común, además de la misma longitud?" Piero Sraffa también rechazó la idea de "sustancia común" pero matizó que "decir que dos cosas se intercambian la una por la otra 'porque tienen el mismo valor de cambio' es tautológico, si el valor de cambio no puede medirse de otra manera que viendo cómo se intercambian. Pero si puede, la declaración es una ley".
Además, suponer una sustancia universal del valor implica o que "la mente humana está dotada de un método notablemente uniforme para juzgar el valor", como una ley de la naturaleza humana; o que "es un resultado complejo de la cultura", lo cual no sería universal. Friedrich Engels defendió la aplicación histórica de la ley del valor en sociedades precapitalistas de "producción mercantil simple", pero esta tesis es controvertida.

## Importancia de la mano de obra
Marx afirmó que sólo el trabajo, capital variable, podía provocar un aumento del valor de cambio. Suponiendo que toda la mano de obra es igual, esto sugiere que las industrias intensivas en mano de obra deberían obtener mayores beneficios que las que utilizan menos mano de obra. Esto contradice la tendencia, aceptada por Marx, de que las tasas de ganancia entre las industrias deben llegar a ser iguales. Marx explicó esta contradicción por el hecho de que en la vida económica real los precios no varían al azar, sino de manera sistemática de los valores. Las matemáticas aplicadas a la transformación de los valores del trabajo en precios de producción— intentan describir esto (aunque con las consecuencias secundarias no deseadas descritas anteriormente).

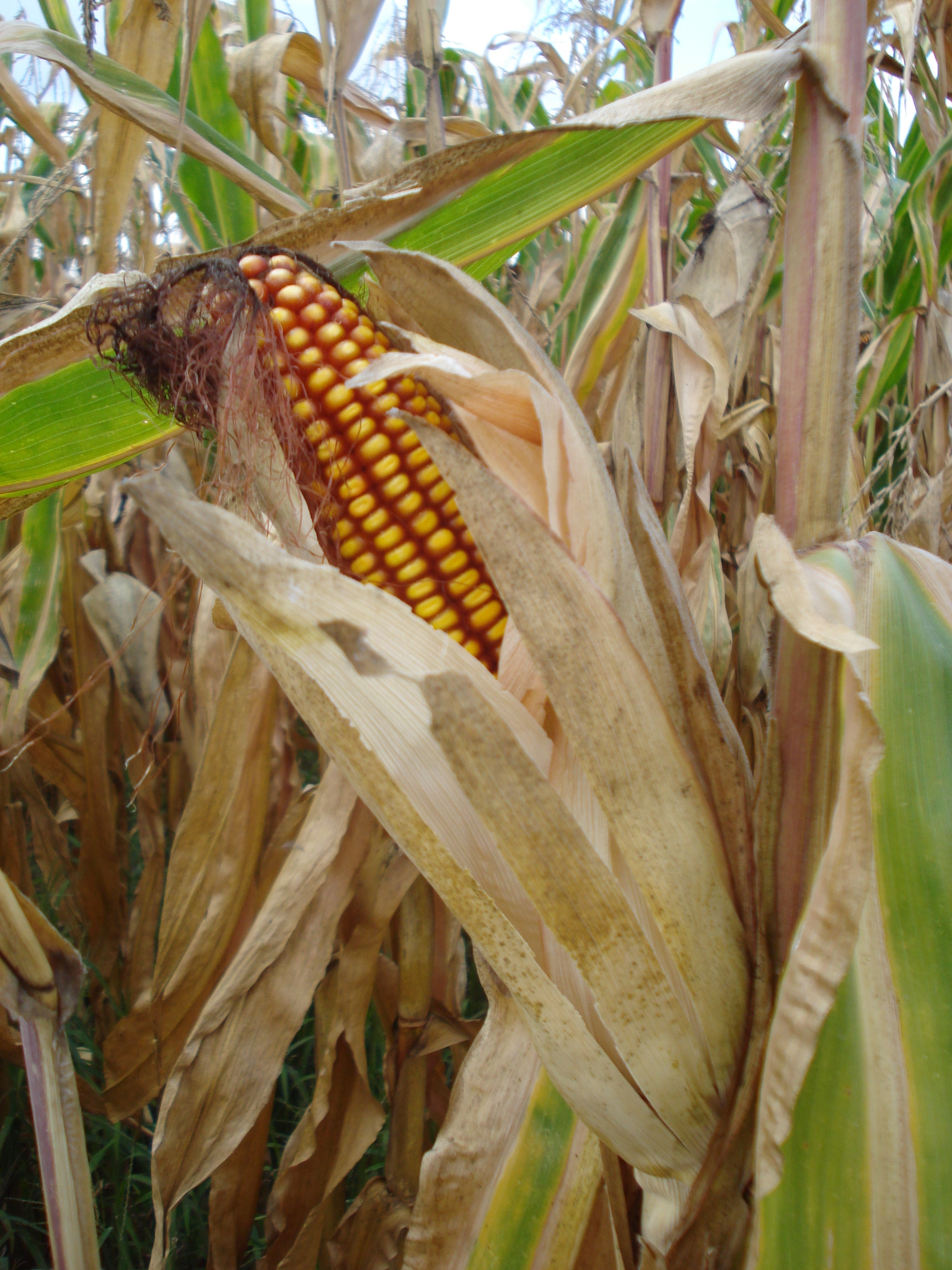
Según Marx solo el trabajo, capital variable, produce valor. Las materias primas y maquinaria, el capital constante, solo lo transfiere. Esta suposición ha sido objeto de crítica, ya que cualquier mercancía puede ser elegida para desempeñar ese papel similar (ej. una teoría del maíz de valor).

Críticos como Conrad Schmidt, Wilhelm Lexis, Paul Samuelson o Piero Sraffa responden que esto hace que la teoría, una vez intuitivamente atractiva, sea muy complicada (centrándose únicamente en los precios de producción en su lugar); y que no hay justificación para afirmar que sólo el capital variable (trabajo) y no el capital constante (máquinas o materias primas) puede aumentar el valor.
 

El punto de partida del argumento de Marx era el siguiente: "¿Cuál es la sustancia social común de todas las mercancías? Es el trabajo". Sin embargo, cualquier mercancía en lugar del trabajo podría ser elegida para ser la mercancía con el poder único de crear valor. Por ejemplo, en el cultivo de maíz se produce a partir un excedente nuevo de maíz, por lo que con la misma justificación se podría establecer una teoría del valor del grano idéntica a la teoría del valor-trabajo. De hecho, ha habido históricamente propuestas presentadas por antiguos economistas como William Petty y Adam Smith para usar el "pan" o el "grano" como medida de referencia de valor, ya que estaban presentes en todo producción de forma directa (en agricultura) o indirecta (en la alimentación de los trabajadores). Más recientemente Sraffa propuso un sistema de precios a través de las relaciones de producción y el costo de los insumos necesarios para producirlas basado en una hipotética "mercancía patrón" que sirve como referencia para medir el valor de otras mercancías en una economía. George Soklis, desde un punto de vista sraffiano, arguyó desde un análisis de la economía francesa en favor de "valores mercancía" como mejores aproximaciones que el valor-trabajo.
El anarquista Robert Paul Wolff, a pesar de identificarse como marxista en asuntos económicos, sin embargo ofrece tal crítica, diciendo: "Al reproducir para el maíz [grano], el hierro o el carbón, todos los sorprendentes resultados que Marx derivó en relación con el trabajo, me parece que hemos planteado preguntas sobre los fundamentos de la crítica de Marx al capitalismo y la economía política clásica".
Para Marx no es posible que un o un compositum mixtum de valores de uso (el grano, el hierro, etc.) sean como comunes a todas las mercancías, mientras que la producción de mercancías es imposible sin trabajo (aunque también se puede decir que se requieren otras mercancías, como las herramientas, no se pueden agregar adecuadamente por valor porque son especializadas y dispares en su naturaleza y sus valores) relativos entre sí y con el trabajo, dependen de precios que a su vez dependen de sus valores; Sraffa (1960), por ejemplo, los agrega de acuerdo con el trabajo requerido para su producción). Marx identifica la sustancia del valor como el trabajo, que en su opinión no es una mercancía (aunque la "fuerza de trabajo" sí lo es). Este era un aspecto necesario para la sustancia del valor que Marx elabora en El capital y en las Teorías sobre la plusvalía.
Respecto a las máquinas, tampoco crean valor. Estas tienen que ser utilizadas por los trabajadores. "Una máquina que no está activa en el proceso de trabajo es inútil", explicaba Marx. "Además, es presa del poder destructivo de los procesos naturales. El hierro se oxida; la madera se pudre. El hilo con el que no tejemos ni tejemos es algodón desperdiciado. El trabajo vivo debe apoderarse de estas cosas, despertarlas de entre los muertos, cambiarlas de meramente posibles a valores de uso reales y efectivos". Steve Keen critica que Marx confunde "la depreciación, o la pérdida de valor por una máquina, con la creación de valor", y esta depreciación podría aplicarse a los propios trabajadores. "El valor agregado no está relacionado con el valor perdido y es mayor que él; si no fuera así, no podría haber excedente".
Albert Einstein, en su descripción de la TVT, argumenta de manera similar: "Es importante entender que incluso en teoría el pago del trabajador no está determinado por el valor de su producto". Marx escribe al respecto: "En el sistema esclavista, el capital-dinero invertido en la compra de la fuerza de trabajo desempeña el papel de la forma dineraria del capital fijo, que sólo se reemplaza gradualmente a medida que expira el período activo de la vida del esclavo". (véase Capital humano). Alfred Marshall también sostuvo en Principios de economía que el trabajo humano no es comparable al de las máquinas, animales o esclavos, pero Sraffa objetó que no hay ninguna diferencia objetiva entre estos trabajos. "Es una concepción puramente mística que atribuye al trabajo humano un don especial para determinar el valor". Karl Popper critica la "la doctrina de la santidad del trabajo humano" que "que considera el trabajo humano como fundamentalmente diferente de todos los demás procesos de la naturaleza" en la teoría de Marx, que es una teoría moral más que económica. Según Popper, Marx cae en un esencialismo, donde "la esencia de todas las relaciones sociales y económicas es el trabajo humano, y ningún "análisis económico no debe basarse en una doctrina moral, metafísica o religiosa de la que el poseedor no sea consciente." A lo largo del siglo XX, los economistas neoclásicos y keynesianos "se centraron tanto en los mercados y los precios de mercado", por lo que consideraron la noción de valor como "algo metafísico, irreal e innecesario (y tal vez motivado políticamente) en la economía".
Algunos partidarios de la TVT, sin embargo, aceptan la idea central de la crítica de la "teoría del valor del grano", pero enfatizan el aspecto social de lo que Marx llama la "sustancia social común", argumentando que la fuerza de trabajo es única, ya que es la única mercancía que no venden los capitalistas, sino que la venden los propios trabajadores, cuyos ingresos tienden a ser mínimos. porque no tienen nada más que vender. El producto excedente es apropiado por los capitalistas. Alan Freeman argumenta: "Esto, por supuesto, también es cierto para otras mercancías [además de la fuerza de trabajo]; Pero otras mercancías no se pasean por el mercado disponiendo de sus ingresos en igualdad de condiciones con sus propietarios. El costo de la fuerza de trabajo se determina independientemente de su capacidad para generar dinero para su comprador. Esta, y no otra razón, es la razón por la que existe la ganancia. Si los trabajadores fueran contratados directamente como esclavos, robots, bestias de carga o sirvientes, entonces, independientemente de que el tiempo de trabajo fuera o no la medida del valor, el trabajo excedente no se extraería en forma de ganancias monetarias, sino directamente, como el trabajo doméstico".
David Steele argumenta que Marx no da ninguna buena razón por la que el trabajo deba tener una "posición privilegiada en la determinación de los precios", cuando se podría utilizar cualquier otro insumo: máquinas, papel o incluso el propio capital. Steele señala que las mercancías casi nunca tienen cantidades iguales de trabajo y que el argumento de Marx se basa en la suposición de que cuando las mercancías se intercambian, deben tener "algo" en común y ese algo no puede ser más que trabajo. Steele argumenta lo siguiente:

[C]ualquier aporte podría ser elegido como creador de valor [...] Por lo tanto, una "teoría del valor del papel" sostendría que los precios estaban determinados en última instancia por valores, definidos como cantidades de "papel socialmente necesario" (medido en libras de peso). La composición orgánica del capital sería la relación entre los medios de producción distintos del papel y el papel, y se afirmaría que sólo el papel creaba nuevo valor y, por lo tanto, plusvalía. Todo El Capital podría reescribirse, sustituyendo "papel" por "trabajo". La explotación de los propietarios de papel se produciría porque en realidad no venden su papel, sino más bien su "poder de papel". Se consideraría que los bienes que no requieren insumos de papel tienen "precios imaginarios", al igual que Marx consideró los bienes vendibles que no requieren insumos de trabajo. Lo mismo, por supuesto, podría hacerse con la "electricidad", el "líquido", el "metal" o las "máquinas", o podría hacerse con el "capital" (capital constante, que entonces tendría que pasar a llamarse capital variable), mostrando así que la clase capitalista produce toda la riqueza y es explotada por otras clases, especialmente por la clase obrera totalmente improductiva, que no aporta capital y, por lo tanto, ningún valor. Para apoyar la teoría de Marx, es necesario mostrar que los precios pueden derivarse matemáticamente de los valores del trabajo (el problema de la transformación) y presentar un buen argumento de por qué querríamos hacer esto, por qué a la clase de insumos conocida como "trabajo" se le debe dar esta posición privilegiada en la determinación de los precios.

Steele se refiere así a la teoría marginal, según la cual el trabajo es un insumo más en el proceso de producción y, por lo tanto, concluye que decir que el capital explota al trabajo tiene tanto sentido como decir "que el trabajo explota al capital, o la electricidad explota las tejas". De hecho, se ha argumentado que Marx nunca ofreció (a pesar de prometer hacerlo en el volumen 3 de El Capital) una prueba positiva de su teoría o una explicación de por qué la fuerza de trabajo es la única mercancía que puede crear más valor. Steele también argumenta que Marx pensaba que los precios debían ser explicados por algún tercer factor, más allá de la oferta y la demanda, porque creía que cuando la oferta y la demanda se equilibran o igualan entre sí, pueden cancelarse mutuamente y, por lo tanto, no pueden explicar los precios de equilibrio (de ahí la necesidad de que la teoría del valor-trabajo explique los precios de equilibrio). Steele argumenta que esto es erróneo, ya que se basa en la visión de que la oferta y la demanda son magnitudes o números, cuando en realidad pueden verse más como horarios o funciones. La oferta y la demanda, cuando son iguales, no se anulan entre sí, sino que en realidad coinciden; A ese precio en particular, la cantidad ofrecida es igual a la cantidad demandada. Por lo tanto, el precio siempre está determinado (aproximadamente) por la oferta y la demanda, incluso cuando ambas coinciden. Por lo tanto, cuando la oferta y la demanda se entienden de esta manera, el argumento de Marx no puede ser retransmitido.
Eugen von Böhm-Bawerk utiliza una analogía con un globo lleno de gas. El globo continuará elevándose por el aire hasta que la presión atmosférica y la presión del aire dentro del globo estén en equilibrio. Por lo tanto, la altura del globo solo puede explicarse considerando la densidad relativa del globo en un lado y la atmósfera en el otro. Sin embargo, Böhm-Bawerk argumenta que si se utiliza la visión de Marx del equilibrio, entonces habría que decir que las densidades se cancelarían entre sí y, por lo tanto, habrían "dejado de actuar", lo que significa que no pueden explicar por qué el globo está flotando ahora, lo cual es incorrecto ya que son las densidades relativas las que explican por qué el globo flota. Por lo tanto, para Böhm-Bawerk, es simplemente inexacto afirmar que la oferta y la demanda no pueden explicar los precios de equilibrio porque supuestamente se anulan mutuamente.
Meghnad Desai, barón Desai, observó que también existe la posibilidad de que surja plusvalía de fuentes distintas de la mano de obra, y un ejemplo clásico es la elaboración del vino. Cuando las uvas se cosechan y se trituran, se utiliza mano de obra. Sin embargo, cuando se añade levadura y se deja fermentar el jugo de uva para obtener vino, el valor del vino supera significativamente al de las uvas, pero la mano de obra no contribuye en nada al valor adicional. Marx había ignorado los insumos de capital debido a que los colocaba todos juntos en capital constante, traduciendo el desgaste del capital en la producción en términos de su valor de trabajo. Sin embargo, ejemplos como este demostraron que el valor y la plusvalía podían provenir de otro lugar que no fuera el trabajo. 

## Reducción de trabajo simple y complejo
Marx argumentó que el trabajo calificado o complejo era simplemente trabajo simple "condensado". Ya en su obra Capital e interés, Böhm-Bawerk señaló que no hay modo claro de calcular cuánto trabajo hay en una jornada laboral del trabajo complejo frente al trabajo simple, lo que contradice la ley del valor objetivado en mercancías. Marx intenta justifica que la maniobra de reducir trabajo complejo a simple "se hace constantemente, la experiencia lo demuestra". Por ejemplo, el trabajo de un escultor es cinco días de trabajo un cantero porque así se intercambia. Pero Böhm-Bawerk critica que esta reducción "no se determina en qué proporción se ha de traducir el trabajo calificado en términos de trabajo simple". "La reducción está determinado únicamente por las propias relaciones de intercambio". Entonces "Marx está argumentando en un círculo" porque trata de explicar las relaciones de intercambio de las mercancías apelando al intercambio mismo.
La respuesta de Böhm-Bawerk ha sido defendida y reformulada desde entonces. Críticas posteriores sostienen que Marx tampoco diferenció la calificación "adquirida" de la "innata" (como un talento) en trabajo complejo, pero Isaak Rubin argumenta que esto es una confusión entre la cuestión de la “complejidad” con la del carácter “socialmente necesario” del trabajo. Se ha argumentado que el esfuerzo de Marx por distinguir entre mano de obra calificada y no calificada fue incoherente, ya que todo trabajo requería en última instancia algún grado de habilidad: la verdadera mano de obra no calificada solo sería posible con autómatas sin mente, ya que los trabajadores aún necesitan pensar para producir. Esto significa que no es posible reducir la mano de obra calificada a mano de obra no calificada (y así determinar el número de horas de mano de obra no calificada) porque toda la mano de obra es calificada, lo que significa que el valor no se puede determinar simplemente contando las horas de trabajo. 
Como solución Wilhelm Liebknecht argumentó que el trabajo complejo requiere más gastos de “energía” porque es “más intensivo”. Para Eduard Bernstein, fundándose en la obra de Leo von Buch, "cuanto más alto sea el valor de la fuerza de trabajo mayor será el valor que se objetivará en el ejercicio de la misma". Casi siglo después Susan Himmelweit siguió con esta respuesta al sostener que "la formación de la tasa normal de ganancia involucra una igualación de las tasas de plusvalor de los distintos capitales", lo que implica que "los trabajadores que son mejor o peor pagados producen correspondientemente menor o mayor valor". Karl Kautsky consideró la solución de Bernstein como “eclecticismo” pero reconoce como "incompleta" la teoría de Marx. La repuesta de Bernstein fue criticada por Rudolf Hilferding por caer en una teoría de costos de producción al «deducir el valor del producto del "valor del trabajo"», lo que «constituye la más burda contradicción con la teoría marxiana».
Hilferding y Otto Bauer propusieron "la reducción del trabajo calificado al trabajo simple basado en la adición de las cantidades de trabajo simple que se materializaban en la producción de fuerza de trabajo calificada y que, indirectamente, se «condensaban» en el gasto real de esta última". David Harvey criticó que esta solución trata el trabajo pretérito del capital variable como capital constante; y según Michio Morishima, esta solución conduce a la existencia de “que el grado de explotación difiera entre las diversas clases de trabajadores es evidentemente incompatible con la idea marxiana de la polarización de la sociedad en dos clases”.
Esta solución también implica que no es el número total de horas de creación de habilidades lo que importa, sino solo aquellas que el trabajador o su empleador terminan pagando, cuando en realidad la economía y la política nunca están separadas, lo que hace que los supuestos de equilibrio detrás de la teoría sean insostenibles. Gran parte de la capacitación es proporcionada por el gobierno, la comunidad y la casa de forma gratuita. De hecho Engels en Anti-Dühring argumenta que en el capitalismo "los particulares o las familias cargan con los costes de formación del trabajador" y "por eso corresponde a los particulares el precio, más alto, de la fuerza de trabajo calificada", mientras que en una sociedad socialista se "carga con esos costes, y por eso le pertenecen también los frutos". Además, la economía casi nunca se encuentra en un equilibrio competitivo completo, por lo que no hay garantía de que la educación y la formación se lleven a cabo según su valor. Por último, no está claro qué debe utilizarse como medida de la mano de obra no cualificada (la mano de obra no cualificada de un graduado escolar, un campesino, un cazador-recolector, etc.) para medir la mano de obra cualificada.
Louis B. Boudin sostuvo que el trabajo cualificado es más productivo que el simple, por lo que no influye en la formación del tiempo de trabajo socialmente necesario. Esta explicación ha sido criticada de ser circular e incompleta. Es circular porque la productividad sólo puede compararse utilizando las diferencias de salarios y precios, que es precisamente lo que se supone que explica la teoría del valor-trabajo; e incompleta porque Marx no explica por qué el poder adicional de creación de valor de la mano de obra calificada debe estar necesariamente relacionado con el costo laboral de la adquisición de habilidades.

## Tiempo de trabajo socialmente necesario
Marx argumenta en El capital: 

Algunas personas podrían pensar que si el valor de una mercancía está determinado por la cantidad de trabajo gastado en ella, cuanto más ocioso y poco hábil sea el trabajador, más valiosa será su mercancía, porque se necesitaría más tiempo en su producción. Sin embargo, el trabajo que forma la sustancia del valor es trabajo humano homogéneo, gasto de una fuerza de trabajo uniforme. La fuerza de trabajo total de la sociedad, que está incorporada en la suma total de los valores de todas las mercancías producidas por esa sociedad, cuenta aquí como una masa homogénea de fuerza de trabajo humana, compuesta aunque sea de innumerables unidades individuales ... El tiempo de trabajo socialmente necesario es el que se requiere para producir un artículo en las condiciones normales de producción, y con el grado medio de habilidad e intensidad que prevalece en ese momento.

Robert Nozick ha criticado el calificativo "socialmente necesario" en la teoría del valor trabajo por no estar bien definido y por ocultar un juicio subjetivo de necesidad. Por ejemplo, Nozick postula a un trabajador que pasa su tiempo atando nudos en un trozo de cuerda. El trabajador hace su trabajo tan eficientemente como es humanamente posible, pero Marx probablemente estaría de acuerdo en que simplemente hacer nudos con cuerdas no es un uso socialmente necesario del trabajo. El problema es que lo que es "socialmente necesario" depende enteramente de si existe o no demanda del producto terminado, es decir, el cordón anudado. De esta manera, la introducción del calificativo "socialmente necesario" en la teoría del valor trabajo simplemente convierte la teoría en una descripción indirecta e imprecisa de la oferta y la demanda. Así, Nozick sostiene que ya no existe una teoría del valor del trabajo, sino que la noción de lo que hace que el tiempo de trabajo sea socialmente necesario depende de la oferta y la demanda en el mercado.
Pawel H. Dembinsky sostiene que la métrica del "valor del trabajo" propuesta por Marx fue la razón principal de muchas de las ineficiencias del mercado observadas en las economías planificadas del Bloque del Este. Para que el concepto de "valor del trabajo" funcione, las necesidades de la sociedad deben ser "perfectamente conocidas antes de que comience la producción", las necesidades no deben cambiar mientras tanto y el efecto de la producción es necesario para satisfacer realmente las necesidades de la sociedad, cumpliendo con el plan previamente establecido.. Si alguna de estas condiciones no se cumple, la economía se ve finalmente obligada a permitir que los usuarios determinen su propio valor de uso utilizando precios de mercado (segunda economía, NEP) o negar a los usuarios "el derecho a asignar a los bienes un valor de uso".
Según Dembinsky, muchas de las economías declarativamente marxistas se quedaron efectivamente con una pregunta abierta y crucial sobre cómo evaluar realmente el valor del trabajo, que no se responde claramente en las obras de Marx. La mayoría de ellos aplicaron un modelo ideológicamente seguro de "tiempo de trabajo promedio", que sin embargo tuvo una influencia negativa considerable en la efectividad al "desalentar las ganancias marginales de productividad".
Otra crítica es que el tiempo de trabajo socialmente necesario debe poder medirse como una unidad de trabajo homogénea, que luego se puede sumar. Si el tiempo de trabajo socialmente necesario no se puede medir, entonces es difícil ver cómo se puede mantener la teoría de Marx, ya que el cuanto que Marx consideraba subyacente a todo el capitalismo no puede realmente ser examinado. Algunos críticos del marxismo argumentan que sus defensores no han logrado encontrar una forma adecuada de medir el tiempo de trabajo socialmente necesario.
Contrariamente, Michio Morishima y Luigi Pasinetti defienden que los valor como trabajo socialmente necesario "no se reduce a un concepto inmedible y puramente metafísico" sino que "son observables por cuanto son cuantificables en términos de empleo" y "su cálculo es factible por medio de las tablas insumo-producto de Leontief".

## Casos de inaplicabilidad

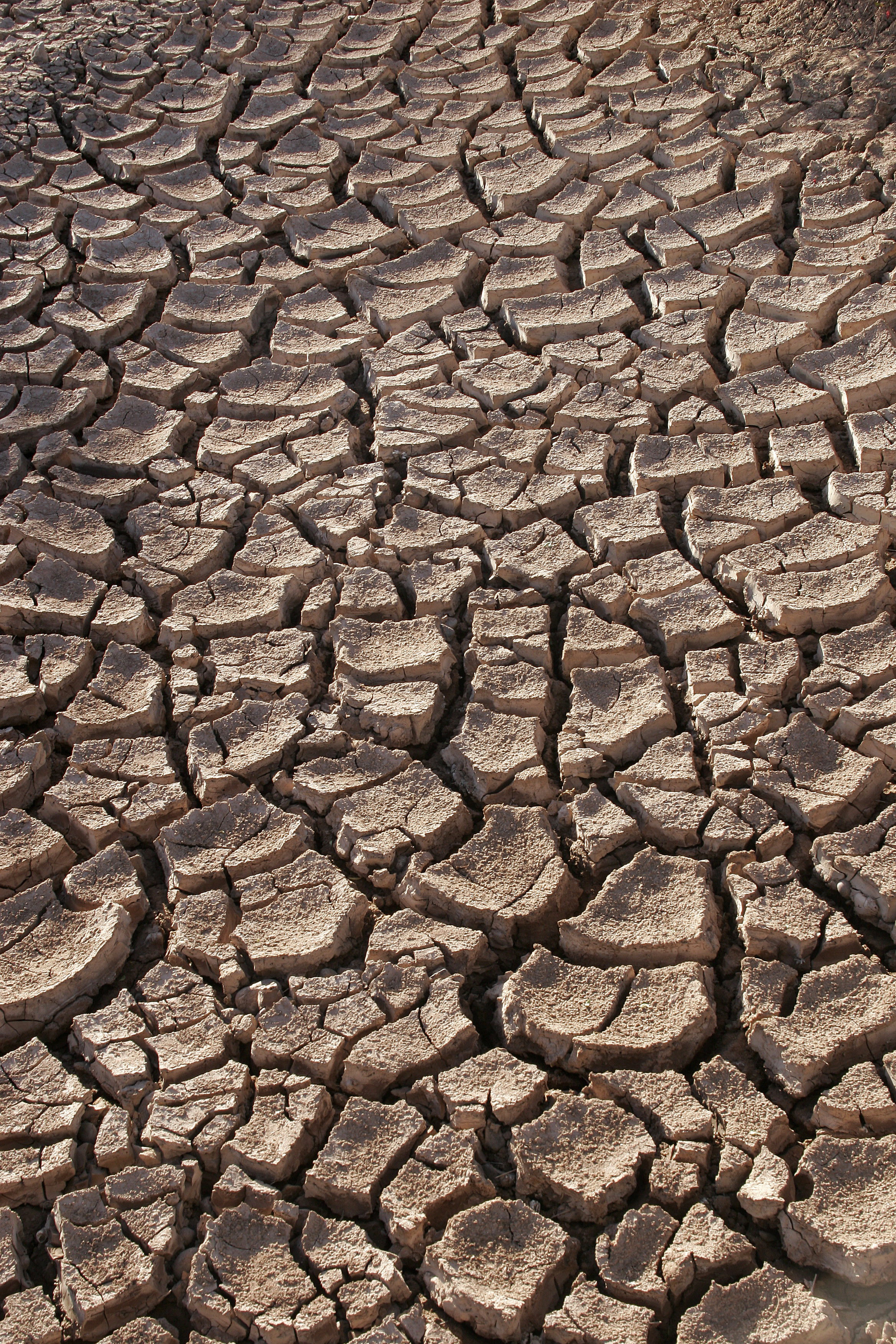
Los bienes de la naturaleza como el aire y la tierra no tienen valor para Marx, pues no son productos del trabajo, pero si precio. Marx explicó la compra de suelo en su teoría de la renta diferencial y renta absoluta.

El TVT es una teoría de la producción capitalista o producción de mercancías generalizada. Sin embargo, hay mercancías compradas y vendidas bajo el capitalismo que tienen un precio "imaginario" aunque no tengan valor.

Los objetos que en sí mismos no son mercancías, como la conciencia, el honor y cosas por el estilo, pueden ser ofrecidos a la venta por sus poseedores y adquirir así, a través de su precio, la forma de mercancías. Por tanto, un objeto puede tener un precio sin tener valor. El precio en ese caso es imaginario, como ciertas cantidades en matemáticas. Por otro lado, la forma imaginaria del precio puede a veces ocultar una relación de valor real directa o indirecta; por ejemplo, el precio de la tierra no cultivada, que carece de valor, porque no se le ha incorporado trabajo humano (El Capital, Volumen 1, Capítulo 3, sección 1).

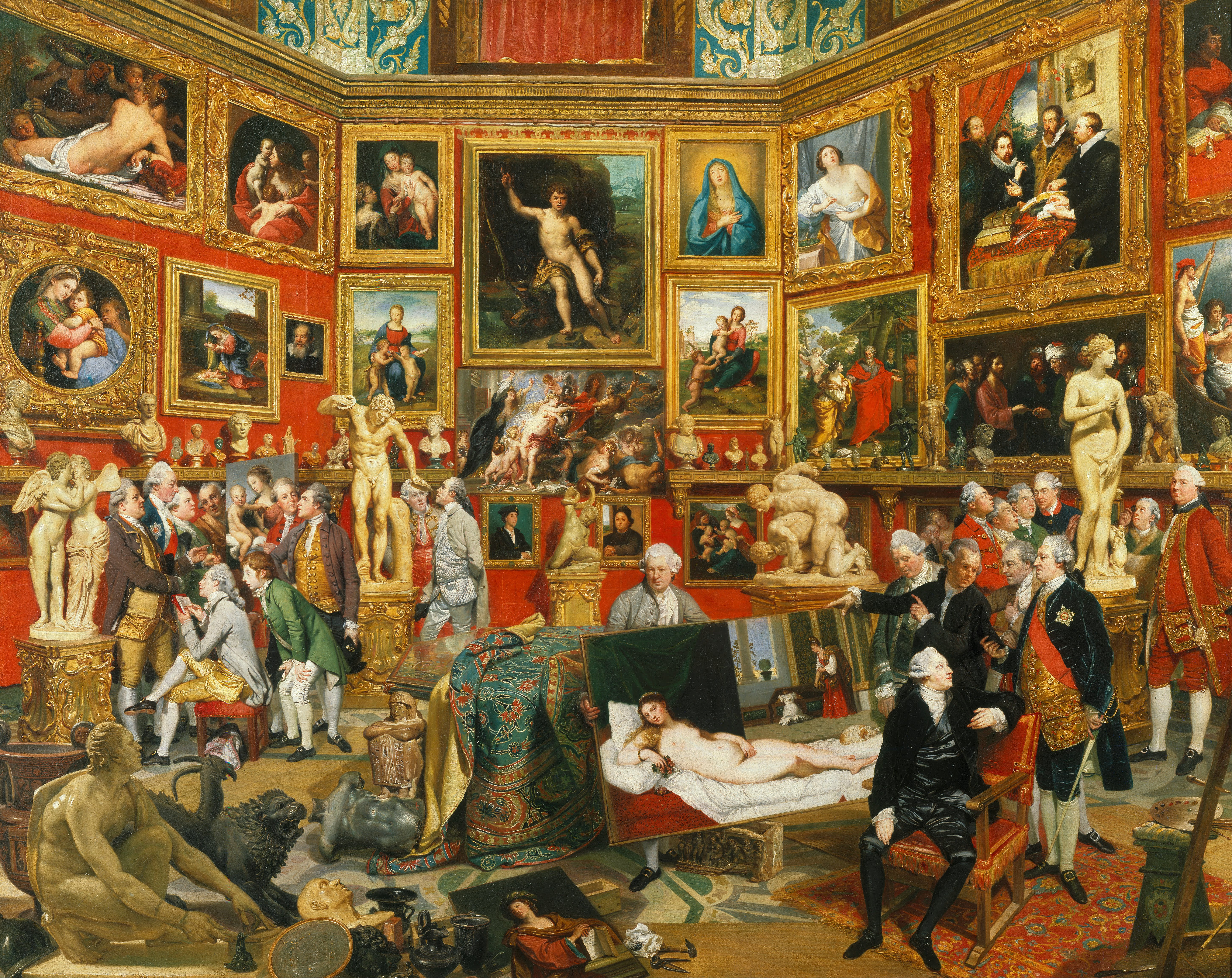
Obras de arte son usadas como contraejemplo de la TVT, ya que pueden llegar a tener precios muy altos independientes del trabajo requerido para su producción.

Para Rudolf Schlesinger esta es "la dificultad más seria que enfrenta una crítica inherente a la economía marxista". Jevons y Francis Wheen usaron de ejemplo reliquias y obras de arte para ejemplificar esta crítica:

El simple hecho de que hay muchos objetos viejos y escasos —como libros y monedas, antigüedades, etc., que tienen un alto valor y que es absolutamente imposible producir hoy—, echa por tierra la noción de que el valor depende del trabajo. Inclusive aquellas cosas que se producen en cualquier cantidad por el trabajo, rara vez se intercambian exactamente a los valores correspondientes.

Si, como él [Marx] insinúa, el valor de cambio de las perlas y los diamantes se deriva únicamente del tiempo de trabajo dedicado a recuperarlos y transformarlos, ¿por qué la gente paga a veces cientos de miles de libras por un solo anillo de diamantes o collar de perlas? ¿No podrían estos precios extraordinarios también deberse en parte al valor de la escasez, o a las percepciones de la belleza, o incluso a la simple superioridad? Si el tiempo de trabajo fuera el factor determinante, un garabato de Picasso en una servilleta de restaurante o un sombrero usado por John Lennon no valdría más que unas pocas libras [...] La teoría del valor-trabajo puede ser de poca ayuda para entender por qué algunos de los recortes de pelo de Elvis Presley, coleccionados por su peluquero, se vendieron por 115.000 dólares en una subasta en 2002.

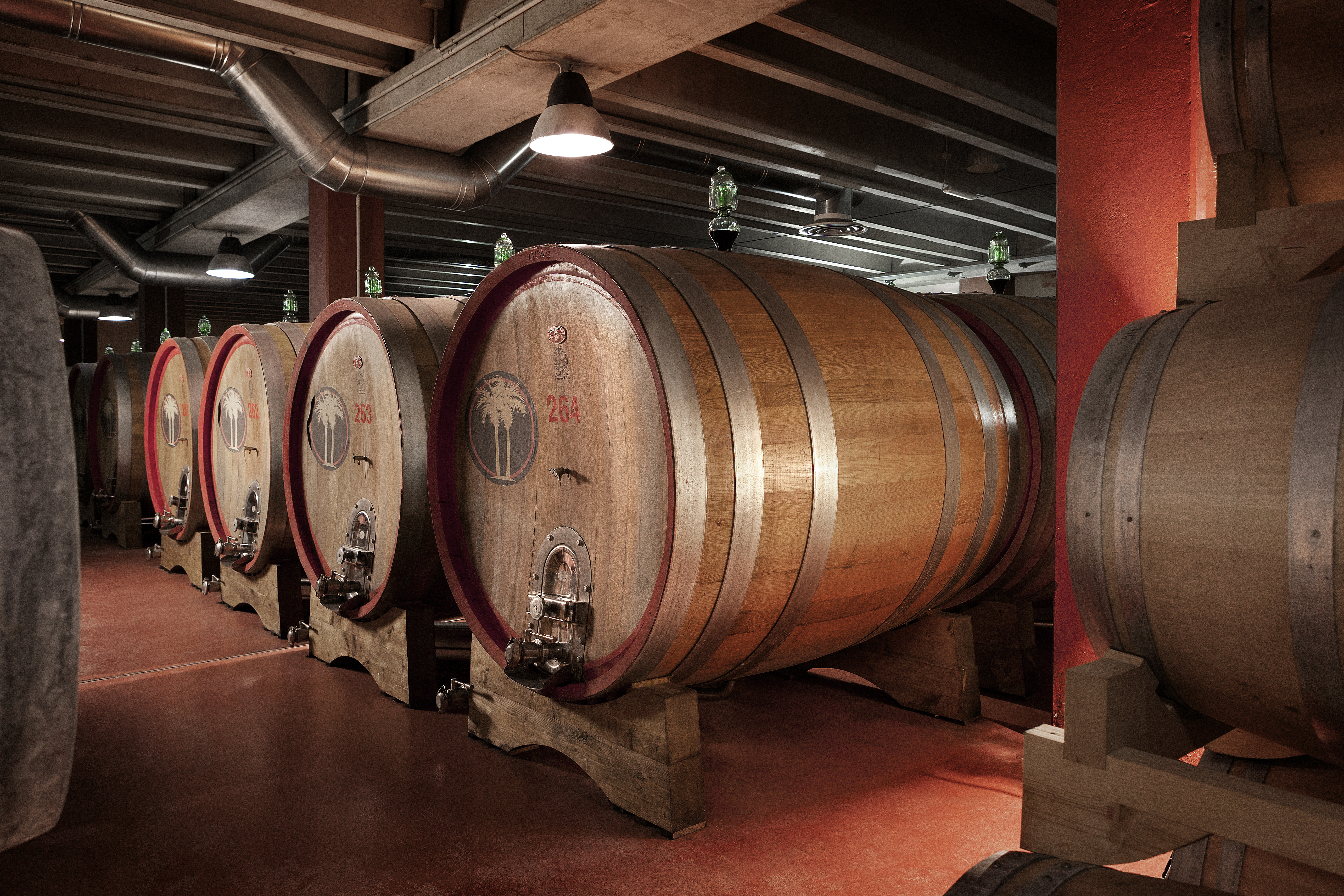
La elaboración del vino se usa como contra-ejemplo de TVT ya que la levadura es la que produce el vino y disantos vinos con diferente tiempo de fermentación pueden llegar a tener el mismo valor.

Según Wheen, el valor de "una botella de clarete de una gran cosecha sería idéntico al de una cosecha inferior, si ambos encarnan la misma cantidad de trabajo".
Algunos marxistas argumentan que esta crítica es errónea porque la teoría del valor-trabajo sólo pretendía referirse a las mercancías libremente reproducibles (es decir, aquellas que no estaban limitadas por la escasez), lo que eximiría a bienes como el vino, las pinturas, la tierra, etc. Ricardo ya era consciente de esta situación y explica en Principios de economía política y tributación:

Hay algunas mercancías cuyo valor está determinado únicamente por su escasez. Ningún trabajo puede aumentar la cantidad de tales bienes y, por lo tanto, su valor no puede reducirse mediante un aumento de la oferta. Algunas estatuas y cuadros raros, libros y monedas escasas, vinos de una calidad peculiar, que sólo pueden elaborarse con uvas cultivadas en un suelo particular, de las cuales hay una cantidad muy limitada, son todos de esta descripción. Su valor es totalmente independiente de la cantidad de trabajo originalmente necesaria para producirlos, y varía con la riqueza y las inclinaciones de quienes desean poseerlos. Estas mercancías, sin embargo, forman una parte muy pequeña de la masa de mercancías que se intercambian diariamente en el mercado. Con diferencia, la mayor parte de los bienes que son objeto de deseo se obtienen mediante el trabajo, y pueden multiplicarse, no sólo en un país, sino en muchos, casi sin ningún límite asignable, si estamos dispuestos a dedicar el trabajo. necesario para obtenerlos.

Las mercancías monopolizadas, ya sea por un individuo o por una compañía, varían según la ley que Lord Lauderdale ha establecido: disminuyen en proporción a que los vendedores aumentan su cantidad, y aumentan en proporción al afán de los compradores por comprarlas; su precio no tiene necesariamente relación con su valor natural, pero los precios de las mercancías, que están sujetas a la competencia y cuya cantidad puede aumentarse en un grado moderado, dependerán en última instancia, no del estado de la oferta y de la demanda, sino del aumento o disminución del costo de su producción.

Sin embargo, una contracrítica es que esta posición no tiene sentido porque las mercancías no libremente reproducibles siguen siendo mercancías y si Marx desea encontrar un factor común que subyace a todas las mercancías, este factor común debe existir en todas las mercancías, en lugar de una concepción estrecha de las mercancías. Marx también ha sido criticado por no dejar claro en sus escritos cuándo está usando la "mercancía" en esta concepción estrecha.
Respecto a la renta de la tierra, la teoría del valor-trabajo se vuelve inaplicable para la tierra no cultivada cuando esa tierra nunca puede ser productiva, sin importar cuánto trabajo se gaste en ella. La arena del desierto, las llanuras áridas y los terrenos helados tienen valores de tierra muy pequeños porque no se puede desviar mano de obra comercial de otros usos para ser empleada de manera útil. Similarmente, Louis B. Boudin sostiene que el valor de las cosechas por la renta del suelo también aplica a la extracción de metales en minas: "así como el trabajo invertido en su extracción en la mina de plata menos productiva fija el valor de la plata, debido a que esta mina debe usarse para la reproducción, así también lo hará el trabajo invertido en la producción de un buen vino mediante el cultivo del suelo menos adaptado necesariamente determinará el valor del buen vino, y por la misma razón".
En otros casos, la forma de precio representa el trabajo indirecto socialmente necesario que podría emplearse de manera útil:
- Las obras de arte tienen su precio debido a "combinaciones sumamente fortuitas. Para vender una de estas cosas, todo cuanto hace falta es que sea monopolizable y enajenable". (K. Marx: “El Capital” Libro III Cap. XXXVII)[81]
- La tierra no cultivada tiene un precio, incluso si no hay mano de obra involucrada. El precio de la tierra se explica por la teoría de la renta. Tanto Ricardo como Marx desarrollaron teorías de la renta de la tierra basadas en el TVT (véase Renta diferencial y renta absoluta).
- El papel moneda, según Marx, "La función del oro como moneda se vuelve completamente independiente del valor metálico de ese oro. Por lo tanto, las cosas que carecen relativamente de valor, como los billetes de papel, pueden servir como monedas en su lugar" (Capital, Vol. 1, Parte 1) Sección 2.[82]
- El valor de las acciones se explica de manera similar al valor de la tierra.

## Aplicación en una sociedad socialista
A menudo se asume que la TVT se aplicaría en una sociedad socialista (o postcapitalista), aunque (al menos supuestamente) sin la explotación correspondiente. Sin embargo, Marx argumentó en su Crítica del Programa de Gotha:

Dentro de la sociedad cooperativa basada en la propiedad común de los medios de producción, los productores no intercambian sus productos; Del mismo modo que el trabajo empleado en los productos aparece aquí como el valor de estos productos, como una cualidad material que poseen, ya que ahora, a diferencia de la sociedad capitalista, el trabajo individual ya no existe de manera indirecta, sino directamente como parte componente del trabajo social.

David Ramsay Steele amplía esto:

Numerosos escritores marxistas, desde Marx y Engels hasta Charles Bettelheim, han sido partidarios del empleo de unidades de tiempo de trabajo para planificar la producción bajo el socialismo. A menudo se hace referencia a esta propuesta como una aplicación de la teoría del valor-trabajo, aunque ese uso no está en conformidad con el de Marx. La teoría marxista del valor-trabajo (TVT) pretende explicar la determinación de los precios en la producción de mercancías (esto se niega ocasionalmente, pero véase Steele 1986). En la terminología marxista, no puede haber "valor" en la sociedad postcapitalista. Tanto el TVT como la planificación comunista conciben que la asignación de recursos esté guiada por cantidades de tiempo de trabajo. Sin embargo, el TVT como explicación de los precios de mercado y la propuesta de planificación del tiempo de trabajo son dos teorías distintas, que pueden mantenerse o caer independientemente. Si el TVT fuera la explicación correcta de los precios de mercado, esto en sí mismo no demostraría que las unidades de tiempo de trabajo pudieran ser de alguna utilidad práctica en la administración de la industria comunista. Y si las unidades de tiempo de trabajo pudieran emplearse efectivamente para la planificación comunista, esto no requeriría que el TVT fuera la explicación correcta de los precios de mercado. [...] De acuerdo con la teoría de Marx, los precios reales casi siempre divergen de los "valores" definidos como unidades de tiempo de trabajo. En el pensamiento de Marx, después de 1860, la relación entre el "valor" y los precios de mercado observados es algo análoga a la relación entre "masa" y "pesadez", o entre "calor" y la conciencia cotidiana de la temperatura. El "valor" de Marx es supuestamente necesario para explicar el precio, pero no se corresponde con el precio o el precio de equilibrio (a menudo ni siquiera aproximadamente) y, por lo tanto, las disparidades obvias entre el valor y el precio no son vistas por Marx como refutaciones de su teoría, aunque se consideran que contradicen los modelos simples empleados en las primeras etapas de la exposición de su teoría en los volúmenes I y II de "El Capital".

## Crítica poskeynesiana
La economista poskeynesiana Joan Robinson, que por lo demás simpatizaba con los escritos de Marx, fue muy crítica con la teoría del valor trabajo. Ella escribió que se trataba de una "doctrina metafísica" y "lógicamente una mera confusión de palabras". Ella escribe:

El valor es algo diferente del precio, que representa los precios y que, a su vez, debe tenerse en cuenta. Y explicarlo por tiempo de trabajo es una mera afirmación ... Esta teoría de los precios no es un mito ... Tampoco pretendía ser una contribución original a la ciencia. Era simplemente un dogma ortodoxo.
Joan Robinson, "Economic Philosophy" p38

Otros han señalado que la teoría del valor trabajo se basa en la falta de reconocimiento del componente propiamente dialéctico del deseo humano. Philip Pilkington escribe:

Valor se atribuye a los objetos debido a nuestro deseo por ellos. Este deseo, a su vez, es intersubjetivo. Deseamos ganar una medalla o capturar una bandera enemiga en la batalla porque ganará el reconocimiento a los ojos de nuestros compañeros. La bandera de una medalla o un enemigo no se valora por sus propiedades objetivas, ni por la cantidad de trabajo que encarna, sino por las posiciones simbólicas que ocupan en la red intersubjetiva de deseos.

Pilkington dice que esta es una teoría del valor diferente a la que encontramos en muchos libros de texto de economía. Escribe que en la teoría marginalista dominante, los consumidores son vistos de una manera atomista, no afectados por los deseos de sus pares. Escribe que "los actores en el análisis marginalista tienen preferencias autocontenidas; no tienen deseos intersubjetivos". Dice que los análisis dialécticos del valor se pueden encontrar en el trabajo de Thorstein Veblen y James Duesenberry.

## Economía ecológica
En economía ecológica, se argumenta que el trabajo es, de hecho, energía a lo largo del tiempo. Piero Sraffa llegó a proponer la electricidad como sustancia común al ser un insumo necesario en la producción moderna apoyándose en el físico alemán Max Planck: "Según la visión moderna, no hay más que dos sustancias últimas, a saber, la electricidad positiva y la negativa". El Movimiento tecnocrático defendió una teoría del valor energético, donde la unidad económica es el trabajo físico energético en general, que es medido en julios. La economía sería "la cantidad de trabajo que se realiza en la sociedad por año; energía por unidad de tiempo", y por lo tanto medido vatios.
El economista Serguéi A. Podolinski, pionero de la economía ecológica, propuso reconciliar el pensamiento socialista con la segunda ley de la termodinámica sintetizando los planteamientos de Karl Marx, Charles Darwin y Sadi Carnot. Friedrich Engels rechazó la propuesta de Podolinsky ya que consideraba "totalmente imposible tratar de expresar las relaciones económicas en términos físicos" y que "reimportar la categoría termodinámica de 'trabajo' a la economía no resultaría más que un sinsentido".
Haciéndose eco de Joan Robinson, Alf Hornborg sostiene que tanto la confianza en la "teoría del valor de la energía" y la "teoría del valor del trabajo" son problemáticas, ya que proponen que los valores de uso (o la riqueza material) son más "reales" que los valores de cambio (o riqueza cultural), sin embargo, los valores de uso están determinados culturalmente. Para Hornborg, cualquier argumento marxista que afirme que la riqueza desigual se debe a la "explotación" o "pago insuficiente" de los valores de uso es en realidad una contradicción tautológica, ya que necesariamente debe cuantificar el "pago insuficiente" en términos de valor de cambio. La alternativa sería conceptualizar el intercambio desigual como "una transferencia neta asimétrica de insumos materiales en la producción (por ejemplo, trabajo incorporado, energía, tierra y agua), más que en términos de un pago insuficiente de insumos materiales o una transferencia asimétrica de 'valor'". En otras palabras, el intercambio desigual se caracteriza por la inconmensurabilidad, a saber: la transferencia desigual de insumos materiales; juicios de valor en competencia sobre el valor de la mano de obra, el combustible y las materias primas; diferente disponibilidad de tecnologías industriales; y la descarga de cargas ambientales sobre aquellos con menos recursos.
Más recientemente Matthew T. Huber propuso una "teoría del valor de la naturaleza" basada en la interpretación de la teoría del valor del trabajo de Diane Elson.